# Nuruddin Farah
Nuruddin Farah (somálsky Nuuradiin Faarax, arabsky نورالدين فارح‎ ,* 24. listopadu 1945 Baidoa) je somálský prozaik, básník, dramatik a pedagog, který svá díla píše v angličtině a somálštině.
Pochází z klanu Darod. Vyrůstal v ogadenském městě Kelafo, vystudoval Pandžábskou univerzitu, Londýnskou univerzitu a Essexskou univerzitu. Od sedmdesátých let žije z politických důvodů mimo Somálsko (Německo, USA, Jihoafrická republika). Jeho manželkou je nigerijská spisovatelka Amina Mama. Tématem jeho tvorby jsou problémy africké společnosti jako je postavení žen (tradice dohodnutých sňatků), krvavé diktatury a války nebo závislost na zahraniční pomoci, v románu Křížová kost se zabývá osudem Somálců jako rozděleného národa.
V roce 1991 mu byla udělena Cena Kurta Tucholského a v roce 1998 Mezinárodní literární cena Neustadt. Bývá často uváděn mezi hlavními adepty na Nobelovu cenu za literaturu.
Do češtiny nebyla přeložena žádná jeho kniha, v Africké čítance z nakladatelství Gutenberg vyšla povídka Dary.

## Dílo
- Why Die So Soon? (1965)
- A Dagger in a Vacuum (1965)
- From a Crooked Rib (1970)
- A Naked Needle (1976)
- Sweet and Sour Milk (1979)
- Sardines (1981)
- Close Sesame (1983)
- Maps (1986)
- Gifts (1993)
- Secrets (1998)
- Territories (2000)
- Yesterday, Tomorrow: Voices from the Somali Diaspora (2000)
- Links (2004)
- Knots (2007)
- Crossbones (2011)
- North of Dawn (2018)